# Johannes Carl Eduard Hercher
Johannes Carl Eduard Hercher (* 31. Juli 1800 in Rudolstadt; † 15. Mai 1872 in Stadtilm) war ein deutscher Politiker.

## Leben
Johannes Carl Eduard Hercher wurde als Sohn eines Schneidermeisters geboren und besuchte das Gymnasium Fridericianum in Rudolstadt. Er studierte Evangelische Theologie in Jena. Während seines Studiums wurde er 1820 Mitglied der Jenaischen Burschenschaft. 1822 arbeitete er als Hauslehrer in Bischofroda. 1827 wurde er ordiniert und arbeitete als Kollaborator in Rudolstadt. 1833 wurde er Pfarrer in Stadtilm, 1856 Superintendent.
Von 1855 bis 1860 war Hercher Abgeordneter des Landtags von Schwarzburg-Rudolstadt, dessen Landtagsvizepräsident er vom 27. Januar bis zum 2. März 1855 war.